# 일본 학사원

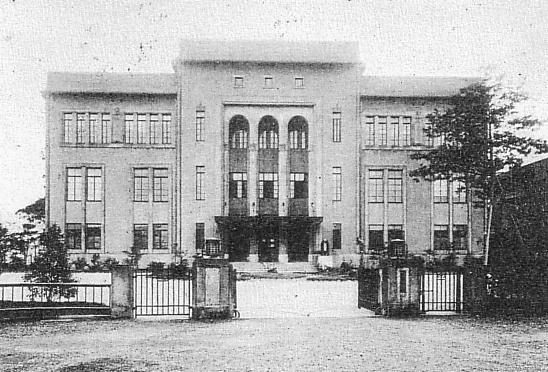

일본 학사원(일본어: 日本学士院, 영어: The Japan Academy)은 일본의 관공서 중 하나로, 문부과학성의 특별 기관이다.

## 같이 보기
- 일본 예술원
- 일본의 행정기관